# Призма Аббе
Призма Аббе — один з типів дисперсійних призм постійного відхилення. Названа на честь Ернста Аббе.

## Опис

Призма Аббе

Призма Аббе виготовляється зі скла, так, що в її основі знаходиться трикутник з кутами 30° -60° -90°. Коли промінь світла входить в сторону трикутника AB, він заломлюється і зазнає повного внутрішнього відбивання від сторони BC, після чого, заломившись вдруге, виходить зі сторони AC. Для призми підбирається такий матеріал, щоб промінь із заданою довжиною хвилі, виходив з неї під кутом 60° по відношенню до початкового напрямку.